# Xylosma nitida
Xylosma nitida là một loài thực vật có hoa trong họ Liễu. Loài này được (Hell.) A. Gray ex Griseb. miêu tả khoa học đầu tiên năm 1859.